# Pic Rodgers
Pour les articles homonymes, voir Rodgers.
Le pic Rodgers (en anglais : Rodgers Peak) est un sommet de la Sierra Nevada, aux États-Unis. Il culmine à 3 956 mètres d'altitude à la frontière entre le comté de Madera et le comté de Mono, en Californie. Il est également situé à la limite entre le parc national de Yosemite à l'ouest, la forêt nationale d'Inyo au nord-est et la forêt nationale de Sierra au sud-est. Il relève en outre, dans le parc, de la Yosemite Wilderness et dans les forêts nationales, de l'Ansel Adams Wilderness.